# Remember (Walking in the Sand)
«Remember (Walking in the Sand)» (также известная просто как «Remember») — песня американской гёрл-группы Shangri-Las. Была издана в 1964 году отдельным синглом и вошла в первую пятёрку в США (в чарте Billboard Hot 100).
В 1980 года свою версию выпустила группа Aerosmith. В их исполнении песня опять стала хитом в США, хоть и небольшим. Кроме того, песня исполнялась и записывалась множеством других артистов.
Автор песни — Джордж (Шадоу) Мортон.

## История создания
Мортон хотел заняться музыкальным бизнесом и отправился в здание Brett Building в Нью-Йорке увидеть свою бывшую девушку Элли Гринвич, которая к тому времени стала знаменитым автором песен. Мортон и партнёр Гринвич по написанию песен Джефф Барри сразу друг друга невзлюбили. В ответ на вопрос, чем он занимается, Мортон ответил: «Я пишу песни», хотя никогда до этого ни одной не написал. Когда Барри спросил его, что за песни, Мортон заявил: «Хиты!» Барри сказал, что хотел бы услышать одну из песен Мортона, и пригласил его прийти с чем-нибудь на следующей неделе.
Петь Мортон нанял подростковую девичью группу из Куинса Shangri-Las. Осознав, что у него до сих пор нет песни, он немедленно написал «Remember (Walking in the Sand)».
Точнее, есть несколько историй о том, как песня была написана.
В одной сразу после того, как он осознал, что у него нет песни, Мортон остановил машину рядом с пляжем на берегу океана и там написал песню. (В песне звучат звуковые эффекты криков чаек и прилива.) Потом он записал с группой Shangri-Las демозапись, которую сам и спродюсировал. Джефф Барри был впечатлён результатом, и лейбл Red Bird Records принял песню для издания и подписал с Мортоном и The Shangri-Las контракты. По воспоминаниям некоторых людей, оригинальная версия был длиной в 7 минут. Для того, чтобы войти в радио-формат того времени, песня должна была быть сокращена. Вместо того, чтобы её отредактировать, Мортон просто сделал фейд-аут на 2 минутах 10 секундах.
По другой версии, Мортон показал демозапись различным сотрудникам лейбла Red Bird, Джеффу Барри, Элли Гринвич, Арти Батлеру и другим, и те вместе с несколькими сессионными музыкантами (включая ударника Гэри Честера) взяли демозапись в студию, где она стала уже совсем другой (англ. ээ«a whole other record»).

## Выпуск
Песня стала дебютным синглом группы The Shangri-Las на лейбле Red Bird Records. В США она достигла 5 места в чарте Billboard Hot 100 и 9 места в ритм-н-блюзовом чарте журнала Cashbox.
Кроме того, она добралась до 14 места в Великобритании (в чарте UK Singles Chart).
В 1980 году более ро́ковую версию этой песни выпустила группа Aerosmirth. В записи на бэк-вокале приняла участие бывшая участница группы Shangri-Las Мэри Вайсс. Песня вошла в альбом группы 1980 года Night in the Ruts и также была издана отдельным синглом. Она добралась до 67 места в чарте Billboard Hot 100. Кроме того, в марте 1980 года песня добралась до 29 позиции в Канаде в сингловом чарте журнала RPM.

## Премии и признание
В 2004 году журнал Rolling Stone поместил песню «Remember (Walking in the Sand)» в исполнении группы Shirelles на 395 место своего списка «500 величайших песен всех времён». В списке 2011 года песня находится на 404 месте.